# Sanford Dole
Sanford Ballard Dole (Honolulu, 23 april 1844 - aldaar, 9 juni 1926) was een Amerikaans politicus en eerste en enige president van de Republiek Hawaï. Hij diende tevens als gouverneur van Hawaï na de annexatie ervan door de Verenigde Staten.
Sanford Dole werd in Honolulu geboren als zoon van Protestants Christelijke missionarissen en genoot onderwijs in zowel Hawaï als Massachusetts. Tussen 1884 en 1887 bezette hij een zetel in de wetgevende vergadering van het Koninkrijk Hawaï. In 1887 nam hij deel aan een revolutie die aan het koninkrijk zijn eigen grondwet gaf en de macht van de koning inperkte. Koning Kalakaua benoemde Dole later als rechter aan het Hawaïaanse hooggerechtshof.
In 1893 bracht een staatsgreep een einde aan het koninkrijk en koningin Liliuokalani werd afgezet. Een tijdelijke regering werd geformeerd en Dole werd in 1894 gekozen tot de eerste, en enige, president van de nieuw uitgeroepen Republiek Hawaï. De hoogste prioriteit die de regering van Hawaï na de staatsgreep had was de annexatie van Hawaï tot de Verenigde Staten. De Amerikaanse president Grover Cleveland had echter weinig sympathie voor dit doel. Een rebellie in januari 1895 maakte bijna een einde aan de republiek en het herstel van de koningin in haar ambt. Op 24 januari 1895 gaf Liliuokalani echter haar aanspraak op de troon op en erkende de republiek.

In 1898 leidde Dole met succes dan toch de onderhandelingen over Amerikaanse annexatie van de eilandengroep en nadat annexatie een feit was benoemde president William McKinley Dole als de territoriale gouverneur van de archipel. Dole diende in deze positie van 1900 tot 1903 toen hij ontslag nam als gouverneur ten gunste van een benoeming als districtsrechter.

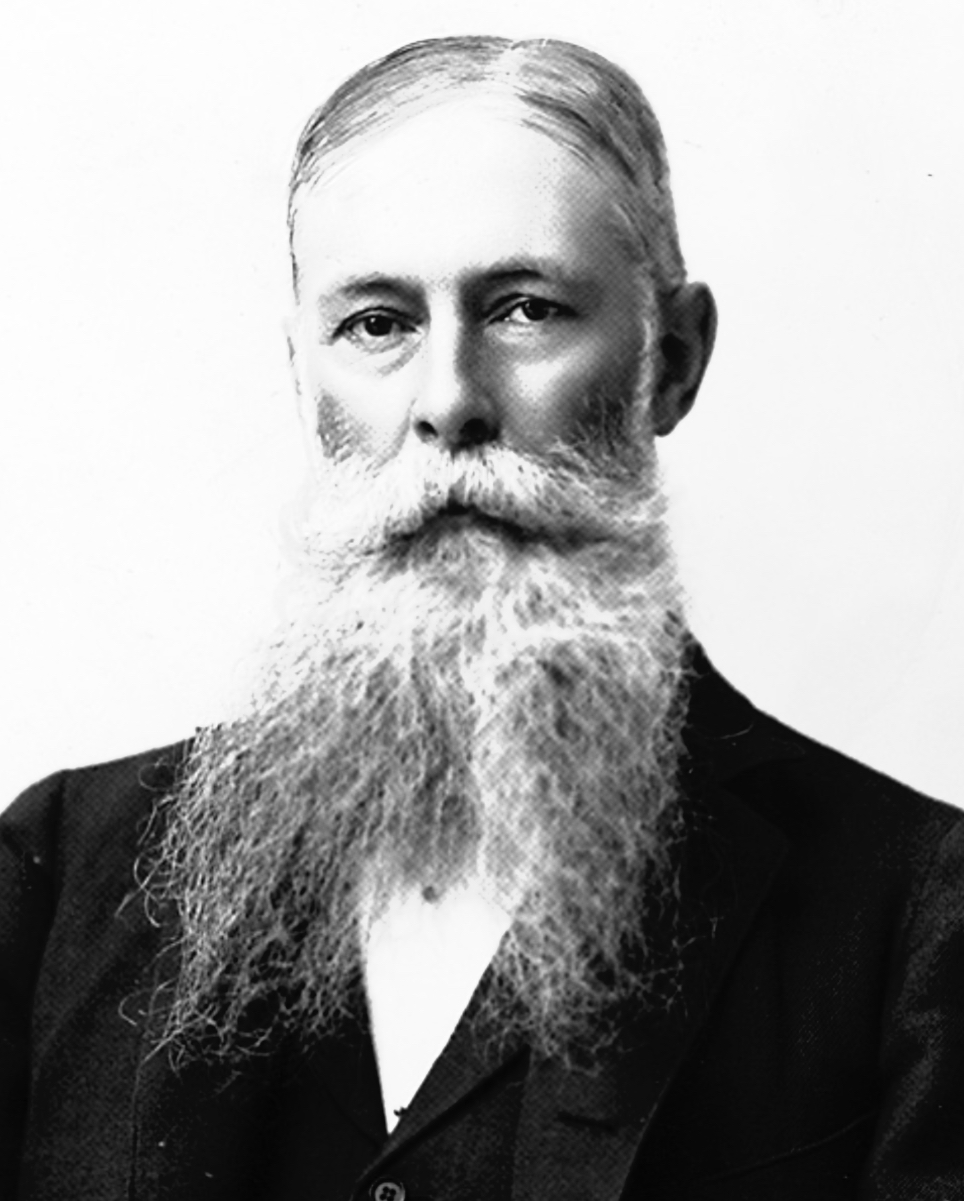
Sanford B. Dole, president en gouverneur van Hawaii

Na als rechter te hebben gediend tot 1915 kwam Dole in 1926 te overlijden. Sanford Dole werd 82 jaar oud.
- Bibliothèque nationale de France: cb14888060j (data)
- Gemeinsame Normdatei: 118874705
- International Standard Name Identifier: 0000 0000 2798 3431
- Library of Congress Control Number: n85250919
- National Archives and Records Administration: 10569735
- Nationale Bibliotheek van Israël: 987007386328005171
- SNAC: w61c2svd
- Virtual International Authority File: 5729063
- WorldCat: E39PBJpDTmYhRY6mt3wYJJRdwC